# Kurt Lassen
Kurt Lassen (født 7. november 1964) er en dansk journalist og forfatter.
Kontroversen i 2010 omkring hans biografi om Danmarks Radios generaldirektør Kenneth Plummer, Plummer. Summen af Kardemommen, førte til generaldirektørens afgang.
Lassen er uddannet fra Danmarks Journalisthøjskole efter praktik på Jydske Tidende[kilde mangler] og arbejdede på JydskeVestkysten 1992-1998.
En episode som elev på Jydske Tidende gav ham navnet Kreta-Kurt.
Han arbejdede som reporter og kommentator på Berlingske Tidende 1998-2006.
Han blev redaktionschef på DR Sporten i 2006 men forlod DR i 2008.
Han har skrevet en sportsbiografi om Thomas Gravesen (Min version, 2005) og efter tiden i DR biografier om Anders Dahl-Nielsen (Grib livet, 2009), Morten Olsen (Chefen, 2009), Nicklas Bendtner (Big Bendtner, 2010), Caroline Wozniacki (Miss Sunshine, 2010) og Christina Hembo (Watch Out - Christina & Co, 2011).
I 2010 udgav Lassen en biografi om sin tidligere chef Danmarks Radios generaldirektør, Kenneth Plummer: Plummer. Summen af Kardemommen.
Plummer havde tilbudt at give Lassen fortrolige oplysninger mod at Lassen undlod at skrive om Plummers privatliv.
Lassen offentliggjorde optagelser af Plummers tilbud, hvilket både førte til Plummers afgang og kritik af Lassen for at bryde kildebeskyttelsen og offentliggøre information der var tiltænkt baggrundsinformation.
Blandt andet blev Lassen kritiseret af Dansk Journalistforbund med ordene "væsentlig journalistik kræver aftaler der holder".
Positiv omtale stod dog for eksempel Lars Trier Mogensen for og skrev blandt andet:
Det er befriende at læse en journalistisk afdækning, hvor hovedkilden ikke selv har formuleret rammen. Som professionel magtkilde har Plummer ingen krav på beskyttelse i forhold til oplysninger af offentlig interesse.

## Henvisning
1. 1 2  "Kurt Lassen". Journalisten.dk. Arkiveret fra originalen 19. marts 2009. Hentet 19. marts 2009.
2. ↑  Troels Johannesen (29. oktober 2010). "Væsentlig journalistik kræver aftaler der holder". Dansk Journalistforbund. Arkiveret fra originalen 24. november 2010. Hentet 30. oktober 2010.
3. ↑  Lars Trier Mogensen (29. oktober 2010). "Plummer-bog udstiller Danmarks mest overvurderede mand". politiken.dk.